# Oporinia approximaria
Oporinia approximaria är en fjärilsart som beskrevs av Weaver 1852. Oporinia approximaria ingår i släktet Oporinia och familjen mätare. Inga underarter finns listade i Catalogue of Life.